# Mawé
Mawé är en ort i Burkina Faso.   Den ligger i provinsen Province de la Kossi och regionen Boucle du Mouhoun, i den västra delen av landet, 300 km väster om huvudstaden Ouagadougou. Mawé ligger 331 meter över havet och antalet invånare är 2 329.
Terrängen runt Mawé är lite kuperad. Runt Mawé är det ganska tätbefolkat, med 67 invånare per kvadratkilometer.. Mawé är det största samhället i trakten.
Omgivningarna runt Mawé är en mosaik av jordbruksmark och naturlig växtlighet.